# Percolato

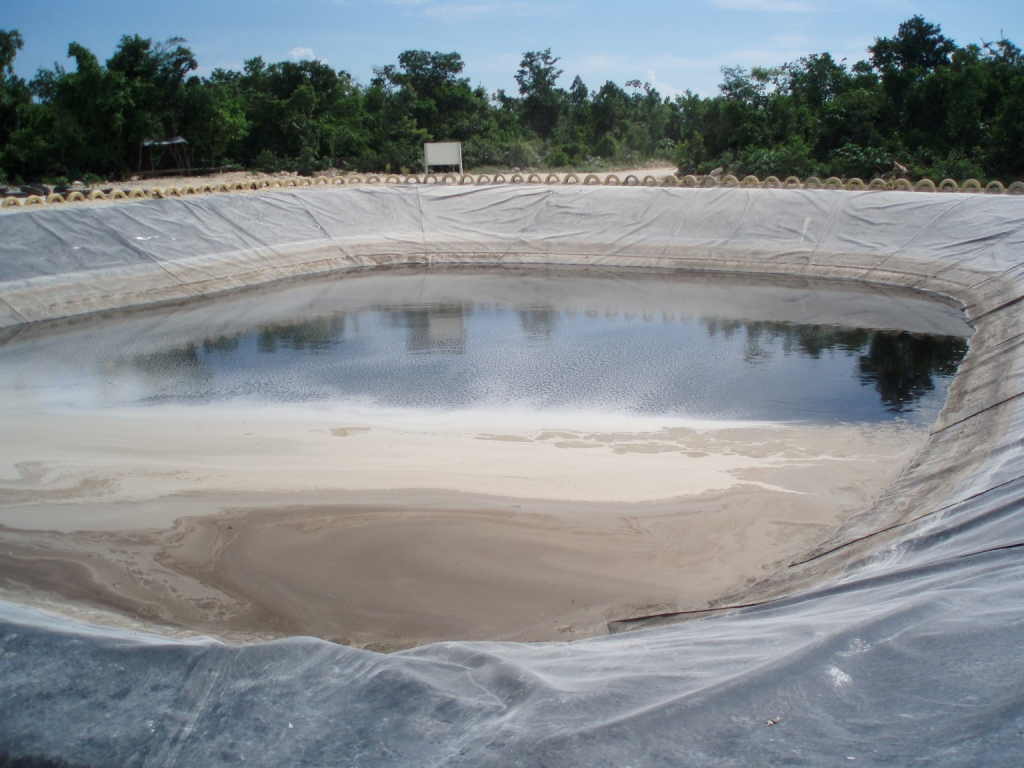
Bacino per l'evaporazione del percolato in una discarica di Cancún, Messico.

Il termine percolato, inteso (non esclusivamente) nell'ambito delle scienze ambientali, definisce un liquido che trae prevalentemente origine dall'infiltrazione di acqua nella massa dei rifiuti o dalla decomposizione degli stessi. In misura minore è anche prodotto dalla progressiva compattazione dei rifiuti. Il percolato prodotto dalle discariche controllate di rifiuti solidi urbani (R.S.U.) è un refluo con un tenore più o meno elevato di inquinanti organici e inorganici, derivanti dai processi biologici e fisico-chimici all'interno delle discariche.
Per legge, il percolato deve essere captato ed opportunamente trattato nel sito stesso della discarica o trasportato in impianti ad hoc debitamente autorizzati allo smaltimento di rifiuti liquidi. Il sistema di captazione consiste in una serie di tubi fessurati immersi in uno strato di ghiaia drenante appena al di sopra dello strato di impermeabilizzazione.

## Descrizione

### Aspetti quantitativi
La produzione di percolato varia in funzione di tre parametri principali. Innanzitutto la meteorologia della zona nella quale la discarica è posta: piovosità, temperatura e ventosità del sito influenzano i processi di origine del percolato. Una maggiore piovosità aumenta le infiltrazioni di acque nel corpo della discarica aumentando la produzione, mentre una temperatura minore può inibire i processi biologici riducendola.
Altro fattore che influenza quantitativamente la produzione è la caratteristica media del rifiuto conferito nella discarica: i parametri più importanti da valutare sono la sua umidità media e il grado di compattazione. Un'alta umidità aumenterà la produzione mentre un alto grado di compattazione la ridurrà.
I fattori di produzione del percolato possono essere catalogati come controllabili o non controllabili. Il fattore non controllabile è la produzione legata ai processi di degradazione del rifiuto. È invece controllabile l'infiltrazione di acqua dall'esterno tramite impermeabilizzazioni efficaci del fondo della discarica e della superficie in fase di chiusura della discarica. Per il controllo e il monitoraggio interno è responsabile la ditta detenente la licenza della discarica ma ovviamente l'ARPA o un ente preposto può procedere con un controllo quantitativo basato prima di tutto sulla comparazione dei dati con quelli raccolti dalle proprie centraline fisse o mobili di monitoraggio nei pressi della zona della discarica (es. se sono piovuti TOT mm di acqua e il dato riportato dalla ditta nel proprio registro è completamente diverso e incomparabile con i dati della zona è chiaro che le misurazioni e il conseguente allontanamento del percolato sono errati). Inoltre, proprio per ridurre l'infiltrazione superficiale si cerca di favorire l'allontanamento delle acque di precipitazione dando ai lati in rilevato della discarica delle pendenze in grado di provocare il ruscellamento dell'acqua e il successivo allontanamento. Un altro metodo usato per ridurre le infiltrazioni è la piantumazione della superficie della discarica una volta chiusa: le piante sono infatti in grado di trattenere e allontanare per evapotraspirazione una quota dell'acqua meteorica.

### Aspetti qualitativi
Il percolato può avere composizione chimica molto differente in funzione di alcuni parametri come la topologia di rifiuto che l'ha prodotto o l'età della discarica. Solitamente si valutano le caratteristiche medie del percolato tramite alcuni indicatori come il pH, il BOD, il COD e il contenuto di metalli. BOD e COD sono parametri che indicano la concentrazione di sostanza organica presente e possono assumere valori massimi addirittura pari a due ordini di grandezza rispetto alle concentrazioni presenti nelle acque reflue domestiche.
Tipicamente nelle discariche controllate per rifiuti urbani si ha una fase giovanile in cui si ha una produzione di percolato acido con pH compreso fra 4,5 e 7,5 che tende a portare in soluzione i metalli e una fase di vecchiaia in cui il pH tende ad avere valori da 7,5 a 9, la concentrazione di metalli in soluzione è più bassa.
Le caratteristiche organolettiche del percolato sono principalmente queste: colore bruno variabile a seconda della concentrazione; consistenza più o meno viscosa e odore, definibile come di "immondizia putrefatta", è comunemente sgradevole.